# Église de la Nativité-de-Marie des Gets
L'église de la Nativité-de-Marie des Gets est un lieu de culte catholique situé en Haute-Savoie, sur la commune des Gets. L'édifice est placé sous le patronage de la Nativité de Marie.

## Historique
Le nom de la commune des Gets date du XIIe siècle, il s’agissait uniquement d’une paroisse sous la tutelle de l’Abbaye d'Aulps. 
Une chapelle est implantée dans le hameau de Moudon.
Une église est construite en 1507, puis elle est démolie. En 1895, un nouvel édifice est bâti dans un style néo-gothique.

## Description
L'église comprend une nef de quatre travées sans bas-côtés, un transept (croisée, bras sud et bras nord d'une travée chacun), un chœur d'une travée, la paroi du fond comportant un cul-de-four. Le tout est voûté d'ogives, mais il n'y a ni colonnes, ni pilastres à la retombée des ogives. Le côté nord du transept est accolé à un clocher carré d'aspect massif. L'édifice (entouré du cimetière) est construit sur une éminence, ainsi l'entrée principale est précédée d'un escalier monumental en pierre.     
Le chœur de l'église est de style contemporain, abrite une toile du Christ, réalisée par le Père Ackermann, un ami du curé des Gets, qui part dans le sud de l'Égypte et suit une formation de tapisserie ; cette œuvre réalisée en 4 morceaux lors de ce stage sera rassemblée dans les ateliers d'Aubusson, elle fut vendue à la commune dans les années 1970.
L'église abrite un orgue exceptionnel, unique en Europe, à double commande : manuelle et automatique, datant du début du XXe siècle.
Elle possède un bel ensemble de vitraux de style saint-sulpicien - dans la nef, du côté gauche saint Louis de Gonzague, saint Paul et saint Pierre ; du côté droit saint Michel, saint Antoine de Padoue et le Sacré-Cœur de Jésus. Au fond du bras du transept orienté au sud trois grandes verrières figurant ND de Lourdes flanquée des saint Dominique et Bernard. Dans ce même bras, sur la paroi occidentale, sainte Jeanne d'arc. Sur la même paroi, dans le bras nord le vitrail symétrique qui figure saint Joseph est très peu visible, car partiellement caché par l'orgue installé postérieurement.

## Galerie

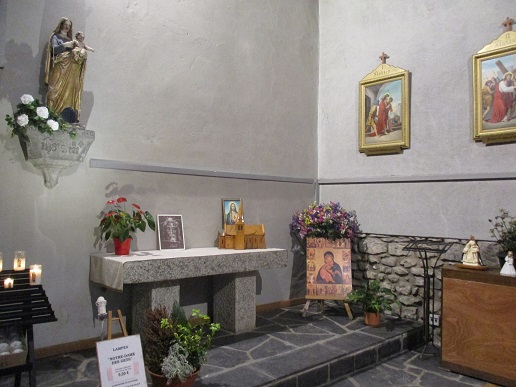
chapelle droite
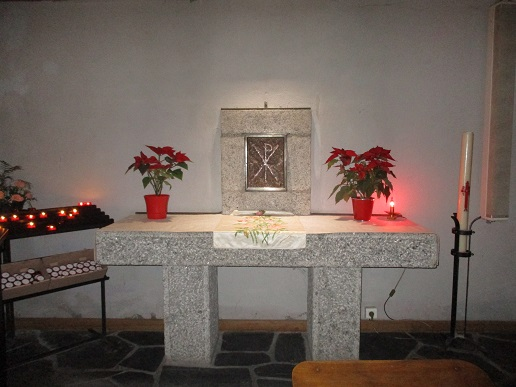
chapelle gauche
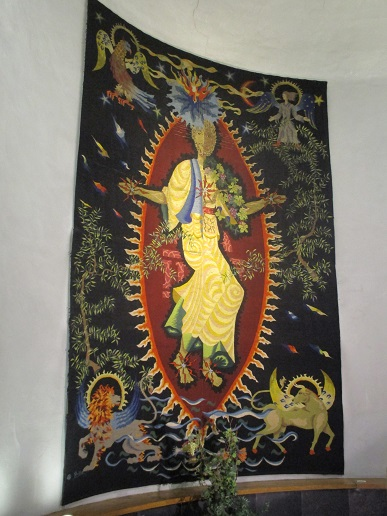
La tapisserie du Christ
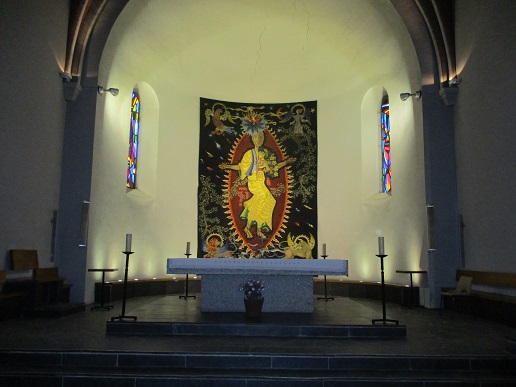
Le choeur
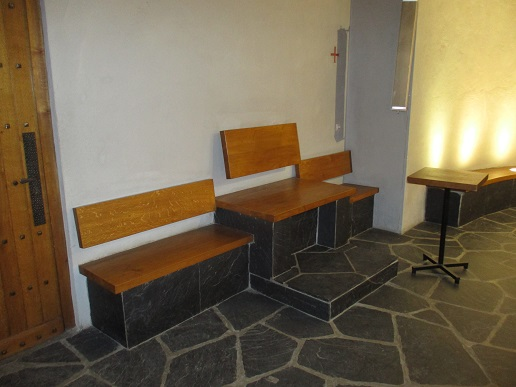
Une stalle